# Мариенберг (город)
Мариенберг (нем. Marienberg) — город в Германии, районный центр Рудных Гор, расположен в земле Саксония. Подчинён административному округу Кемниц. Подчиняется управлению Мариенберг. Город подразделяется на девять городских районов.
Население составляет 16 524 человека (на 2021 год). Занимает площадь 133,5 км². Официальный код — 14 1 81 260.

## История
Город был основан герцогом Генрихом V в 1521 году.

## Фотографии

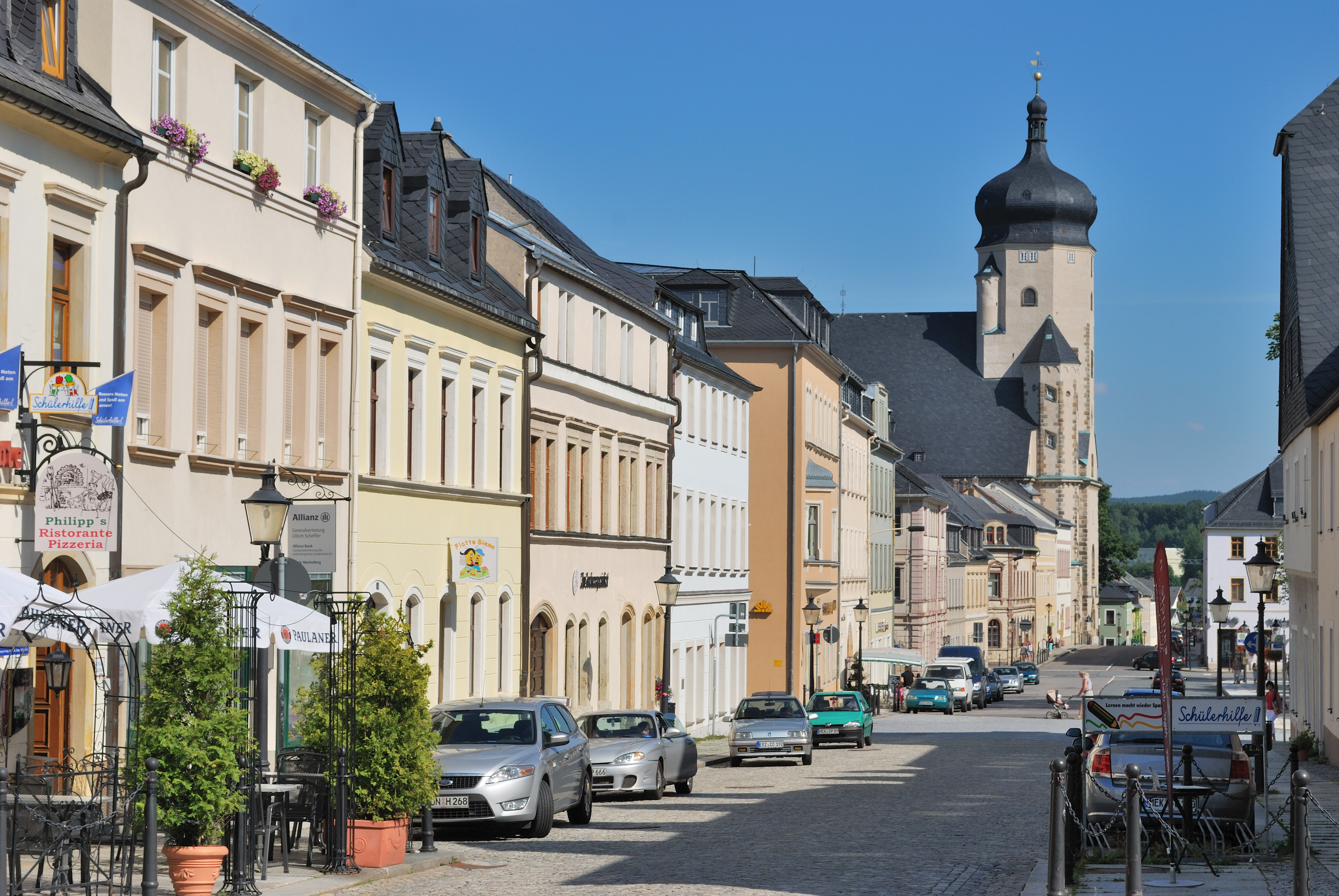
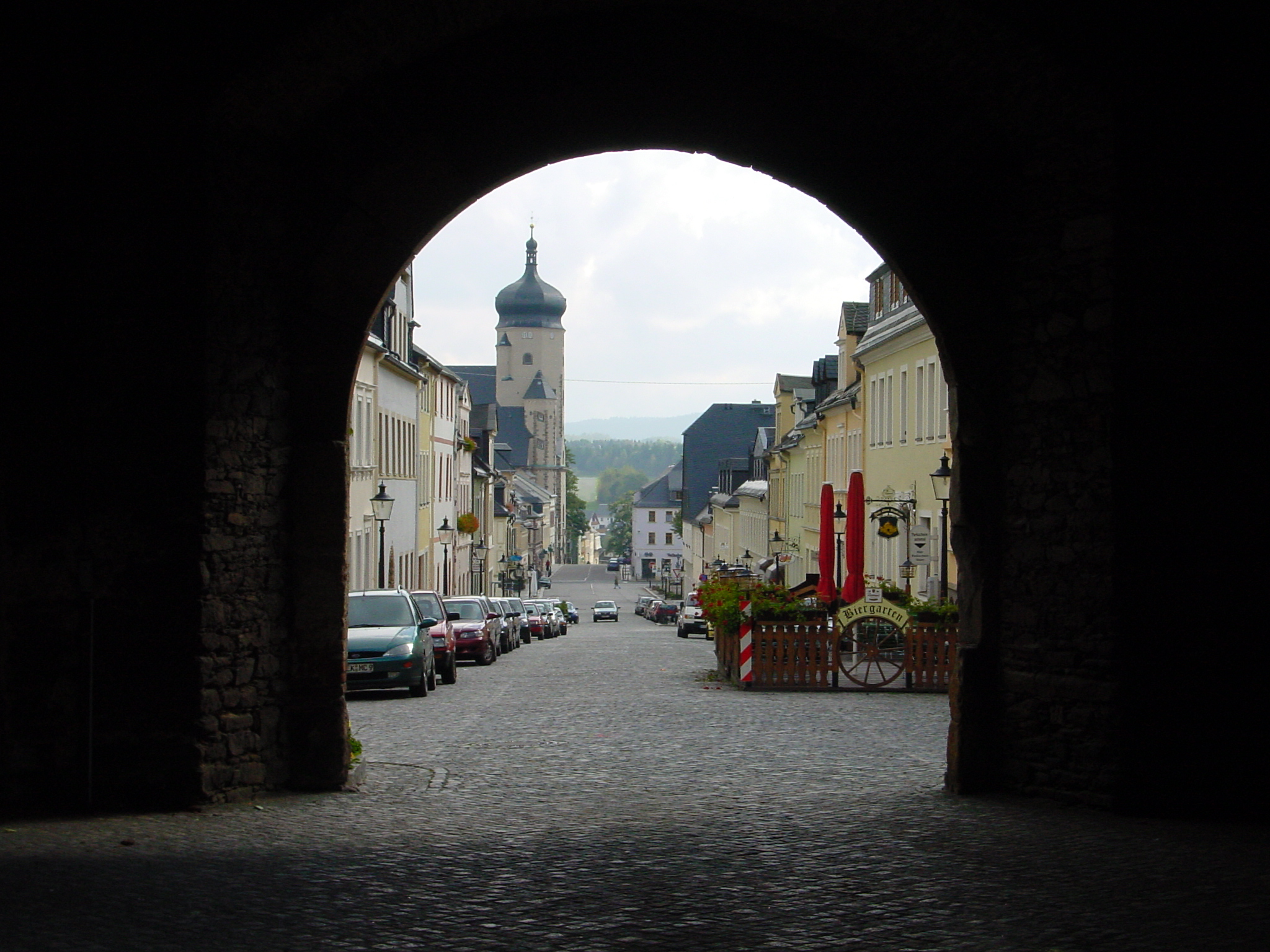

## Города-побратимы
- Бад-Мариенберг (Германия).
- Линген (Германия).
- Мост (Чехия).
- Дорог (Венгрия).